# Marie Raphaëlle Cimatti
 Marie Raphaëlle Cimatti (Faenza, 6 juin 1861 - Alatri, 23 juin 1945) est une religieuse italienne des sœurs hospitalières de la Miséricorde et reconnue bienheureuse par l'Église catholique.

## Biographie
Elle naît le 6 juin 1861 d'un père ouvrier agricole et d'une mère tisserande qui lui donne le prénom de Santina. Elle ne peut consacrer que peu de temps aux études car la famille a besoin de son travail à la suite de la mort de son père survenue en 1882. Ses deux frères entrent très jeunes chez les salésiens : Louis, coadjuteur au Pérou, meurt en 1927 en odeur de sainteté et Vincent Cimatti, fondateur des missions salésiennes au Japon est reconnu vénérable en 1991. Santina considère alors qu'il est essentiel de rester proche de sa mère jusqu'à ce qu'elle trouve un arrangement digne pour elle dans la maison d'un prêtre. Au seuil de son vingt-huitième anniversaire, son curé accueille sa vieille mère, promettant de prendre soin d'elle comme de la sienne.
Le 4 novembre 1889, elle entre à Rome chez les sœurs hospitalières de la Miséricorde. La vie à l'hôpital lui permet d'exercer toute sa générosité et son dévouement envers les malades. Elle fait sa prise d'habit le 8 décembre 1890 et reçoit le nouveau nom de sœur Marie Raphaëlle, un an plus tard, elle fait sa première profession religieuse en prononçant, outre les trois vœux religieux traditionnels, un quatrième vœu d'hospitalité qui engage au service des malades et des souffrants. Elle fait sa profession perpétuelle en 1905.
En 1921, elle est élue supérieure de la maison de Frosinone et en 1928 supérieure de la maison d'Alatri. Toujours disponible, aimable, joyeuse et amicale, elle montre que l'hôpital n'est pas seulement l'endroit où l'on souffre et meurt, mais aussi un environnement où l'on peut exercer les meilleures vertus humaines et chrétiennes. En 1940, elle démissionne de son poste de supérieure en restant dans la communauté d'Alatri comme simple religieuse, au service des sœurs, des malades, du personnel de l'hôpital, en consacrant toutefois beaucoup de temps à la prière et l'adoration eucharistique. La Seconde Guerre mondiale bat son plein quand, en 1944, les alliés repoussent les Allemands, qui battent en retraite. Sœur Marie Raphaëlle, malgré ses quatre-vingts ans et sa mauvaise santé, se dévouant avec compétence et amour pour les blessés.
Lorsque se répand la nouvelle qu'un éventuel bombardement peut avoir lieu sur Alatri pour empêcher l'avance des alliés, elle intervient auprès des troupes allemandes stationnées dans la même ville pour obtenir du général Kesselring un changement dans le plan stratégique. Le 23 juin 1945, sœur Marie Raphaëlle meurt en laissant un souvenir vivant de sainteté. Elle est reconnue vénérable le 6 juillet 1993 et béatifiée le 12 mai 1996 par Jean-Paul II. Son corps repose dans une châsse dans la co-cathédrale Saint-Paul d'Alatri.